# ویلیام جاردین
ویلیام جاردین، (به انگلیسی: William Jardine) (زاده ۲۴ فوریه ۱۷۸۴ - درگذشته ۲۷ فوریه ۱۸۴۳) کارآفرین، بازرگان و جراح بریتانیایی بود، که در سال ۱۸۳۲ با مشارکت جیمز ماتسون، شرکت جاردین ماتسون را تأسیس نمود.
همچنین این دو مزرعه کشت خشخاش در هند تاسیس کردند و با صادرات تریاک به چین و خرید چای چینی و ارسالش به بریتانیا سود کلانی بدست آورده و این روند تا زمانی که عده زیادی از چینی‌ها معتاد شدند ادامه داشت و با اعتراض امپراتور چین پایان یافت.
از آن پس این شرکت با تجارت در بازار آزاد چین تا به امروز به کار خود ادامه داده است و شرکت آنان بدلیل داشتن پنجره‌های گرد به شرکت هزار سوراخی شهرت دارد.